# گالمیورن
گالمیورن (به لاتین: Galmihorn) یک کوه در سوئیس است که در کانتون وله واقع شده‌است. گالمیورن ۳٬۵۰۶ متر بالاتر از سطح دریا واقع شده‌است.